# Párpados azules
Párpados Azules é um filme mexicano de drama estreada em 2007. Trata-se da estreia diretoral de Ernesto Contreras, além da primeira protagonista da actriz Cecilia Suárez.
O título do filme surgiu no início do projecto, quando se pensou em algo que pudesse ter diferentes significados. Marina tem as pálpebras pintadas de azul quando acontece o primeiro beijo com Víctor, quando vão dançar.

## Sinopse
Marina Farfán é empregada de uma fábrica de tecidos, e durante uma celebração da dona da empresa, Marina ganha uma viagem com todas as despesas incluídas a Playa Salamandra. Quando vai recolher o seu prémio, Marina apercebe-se de que o mesmo é para duas pessoas, mas a personalidade introvertida e sórdida impediram-na de estabelecer relações durante anos e não sabe com quem partilhar a viagem.
Mais tarde, enquanto Marina compra pão, é reconhecida por Víctor, um ex-colega do Secundário de quem ela não se recorda, mas que se revela um pouco insistente em querer conversar com ela para recordar os velhos tempos. Marina não demonstra qualquer interesse nele, mas quando discute com a sua irmã Luzia, com quem iria na viagem, decide convidar Víctor ir com ela.
Víctor aceita ir à viagem com ela, mas quando se aproxima a data, decidem conhecer-se melhor paulatinamente. Ainda que exista interesse, nunca chegam a se conectar-se emocionalmente. Chega o momento em que ambos têm que confessar que estão sozinhos, e que esse é o motivo principal que os uniu, propiciando que Marina convidasse Víctor e que este aceitasse ir numa viagem com uma quase completa desconhecida.
Chegado o dia da viagem, Marina decide ir sozinha. Ao regressar, fala com Víctor, propondo-lhe uma nova oportunidade para se conhecerem melhor. Víctor pede-a em casamento e ela aceita, apesar da ausência de amor.

## Elenco
- Cecilia Suárez

- Enrique Arreola

- Tiaré Scanda

- Ana Ofelia Murguía

- Laura de Ita

## Ligações Externas
- Párpados azules. no IMDb.
- Site oficial